# Флора Фарерских островов
Естественная флора Фарерских островов включает более 400 видов сосудистых растений, более 400 видов мохообразных и около 250 видов лишайников. Большую часть низменной местности занимают луга, а также заросли вереска (Calluna vulgaris). Природа Фарерских островов характеризуется отсутствием деревьев и напоминает природу района Канемара в графстве Голуэй, полуострова Дингл в Ирландии и Шетландских островов.
На Фарерских островах нет лесных массивов, но можно встретить несколько видов деревьев. Находки стволов и ветвей берёзы пушистой (Betula pubescens) в почве, датируемые примерно 2300 годом до н. э., а также изобилие пыльцы лещины (Corylus) в глубоких слоях свидетельствуют о локальных произрастаниях берёзы и лещины до заселения Фарерских островов людьми.
На Фарерских островах по-прежнему встречаются четыре вида ивы (Salix). В горных районах островов распространена Ива травянистая (Salix herbacea); другие три вида — Ива филиколистная (Salix phylicifolia), Ива мохнатая (Salix lanata) и Ива арктическая (Salix arctica) — стали достаточно редкими, что связано с активным выпасом животных.
Единственное неинтродуцированное вечнозелёное растение во флоре Фарерских островов — Можжевельник обыкновенный (Juniperus communis) — встречается в небольшом количестве на всех островах, однако на острове Свуйной по неизвестным причинам имеются обширные заросли этого растения.
Встречаются также некоторые интродуцированные растения — хвойные, а также клён и ясень.
На скалах распространены мхи и лишайники.